# Dolní rybník (Seletice)
Dolní rybník je rybník o rozloze vodní plochy cca 0,99 ha ležící na potoce Kozačka u silnice III. třídy spojující vesnici Doubravany s vesnicí Seletice v okrese Nymburk. Rybník má zhruba obdélníkový tvar o rozměrech cca 150 x 80 m. Rybník je v soukromém vlastnictví a  slouží pro chov ryb. Pod hrází rybníka se nalézal již od poloviny 18. století vodní mlýn.   Mlýn slouží v současné době jako rekreační objekt.

## Galerie

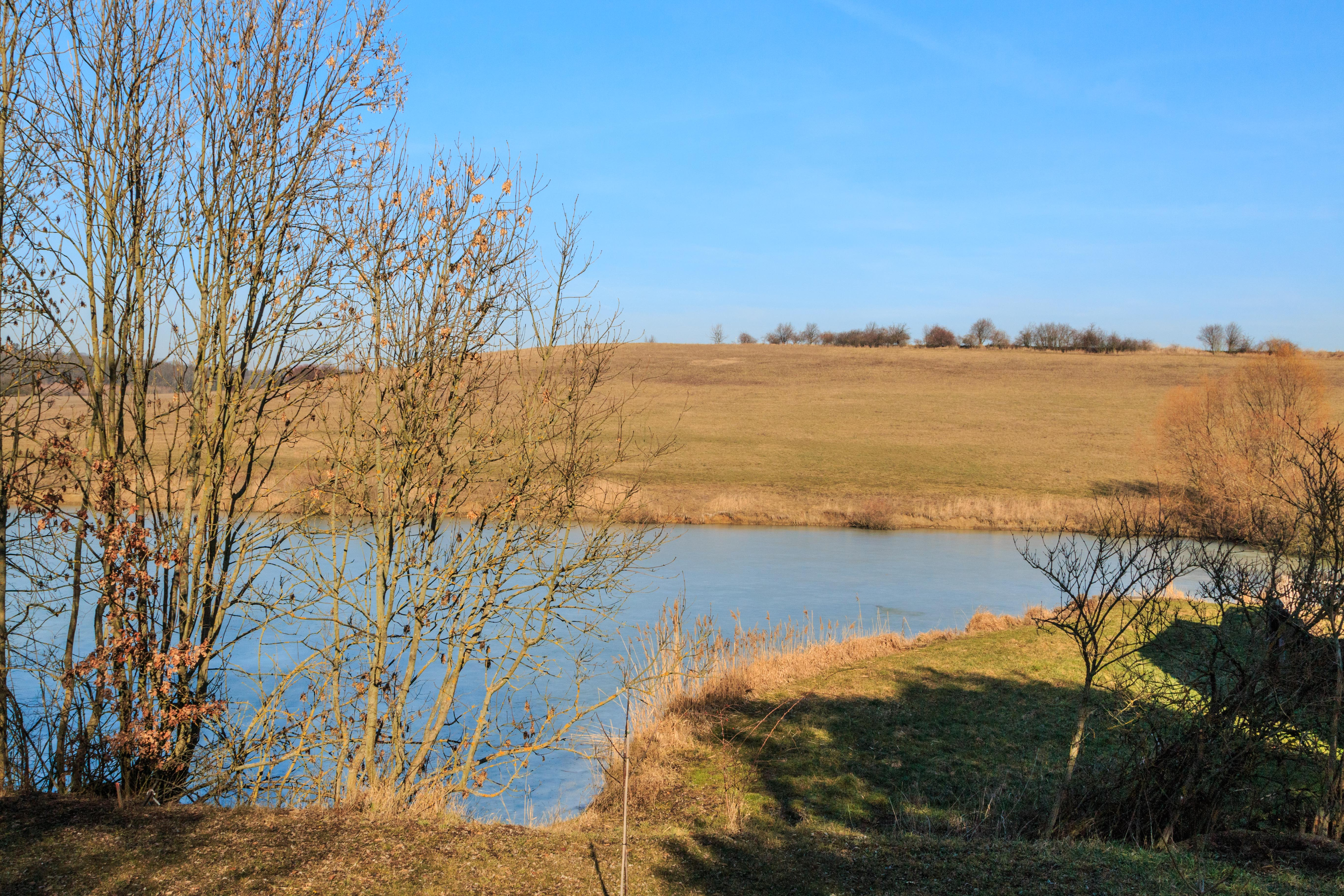
pohled na rybník nad mlýnem Prachovna u Seletic
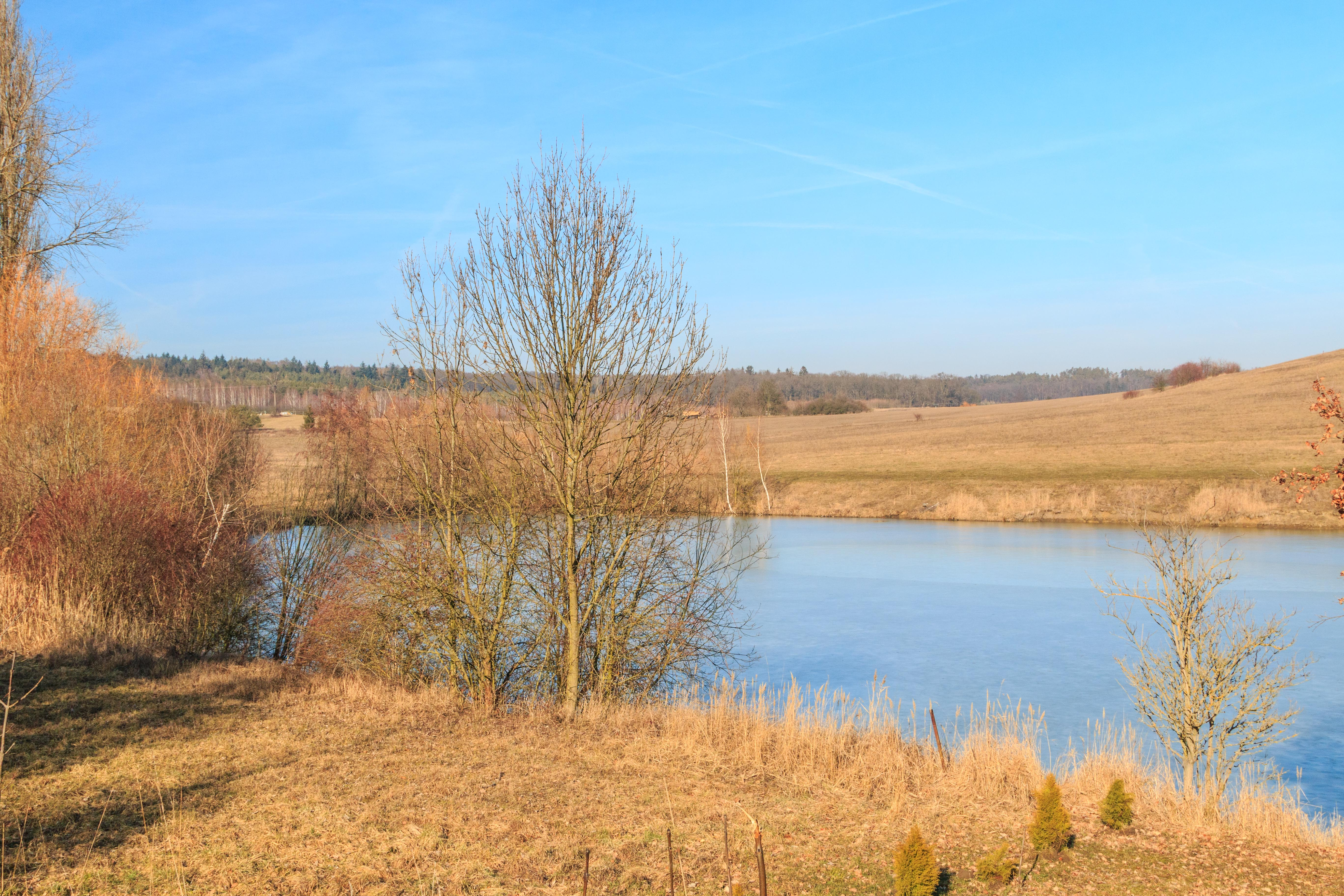
pohled na rybník nad mlýnem Prachovna u Seletic